# Orde Cistercenc de l'Estricta Observança
L’Orde Cistercenc de l'Estricta Observança, en llatí Ordo Cisterciensis Strictioris Observantiæ, és un orde monàstic catòlic, sorgit d'una reforma observant de l'Orde del Cister iniciada per Armand Jean Le Bouthillier de Rancé a mitjan segle XVII. Els monjos que en formen part, coneguts com a trapencs o de la Trapa a causa de l'abadia de La Trappe, on s'originà la reforma, posposen al seu nom les sigles O.C.S.O.

## Història
Des de mitjan segle XII l'Orde del Cister havia anat allunyant-se de l'ideal primitiu, acceptant altres ingressos que els originats pel treball dels monjos. Arran de fets com les epidèmies de la Pesta Negra o la Guerra dels Cent Anys, que van portar a la pèrdua de gran nombre de monjos i monestirs, l'observança de la regla a les comunitats s'havia relaxat, i el relaxament s'havia incrementat a partir del segle XV amb la generalització dels abats comendataris.
Cap al 1604, l'orde conegué alguns moviments reformadors, com el d'Octave Arnolfini des de l'abadia de La Charmoye (Châlons-sur-Marne), al que s'incorporen cases com Clairvaux i Châtillon (1605). El mateix 1605, l'abat Bernard de Montgaillard començar una reforma observant a l'abadia d'Orval, que també guanya adeptes en altres monestirs de França. Des de 1618, la reforma es generalitza, tot i que moltes abadies continuaven hostils a la reforma, i les comunitats reformades es divideixen en dues tendències majoritàries, sempre basades en l'observança rigorosa de la regla de Sant Benet i les constitucions originals de l'orde cistercenc: l'estricta observança i la comuna observança.

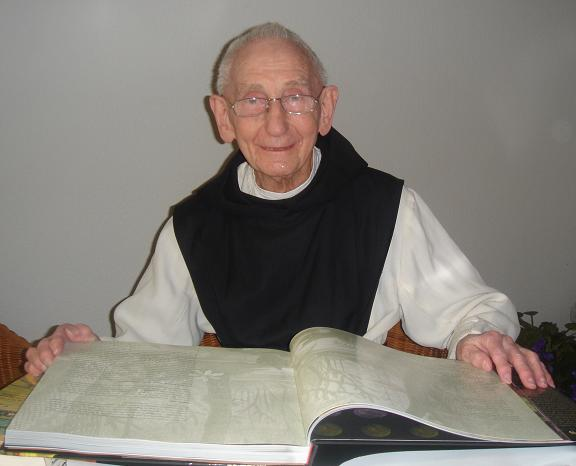
Bernard de Give, monjo trapenc
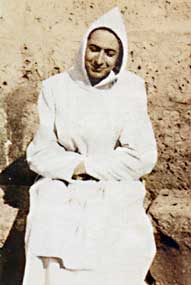
Rafael Arnáiz, monjo trapenc canonitzat
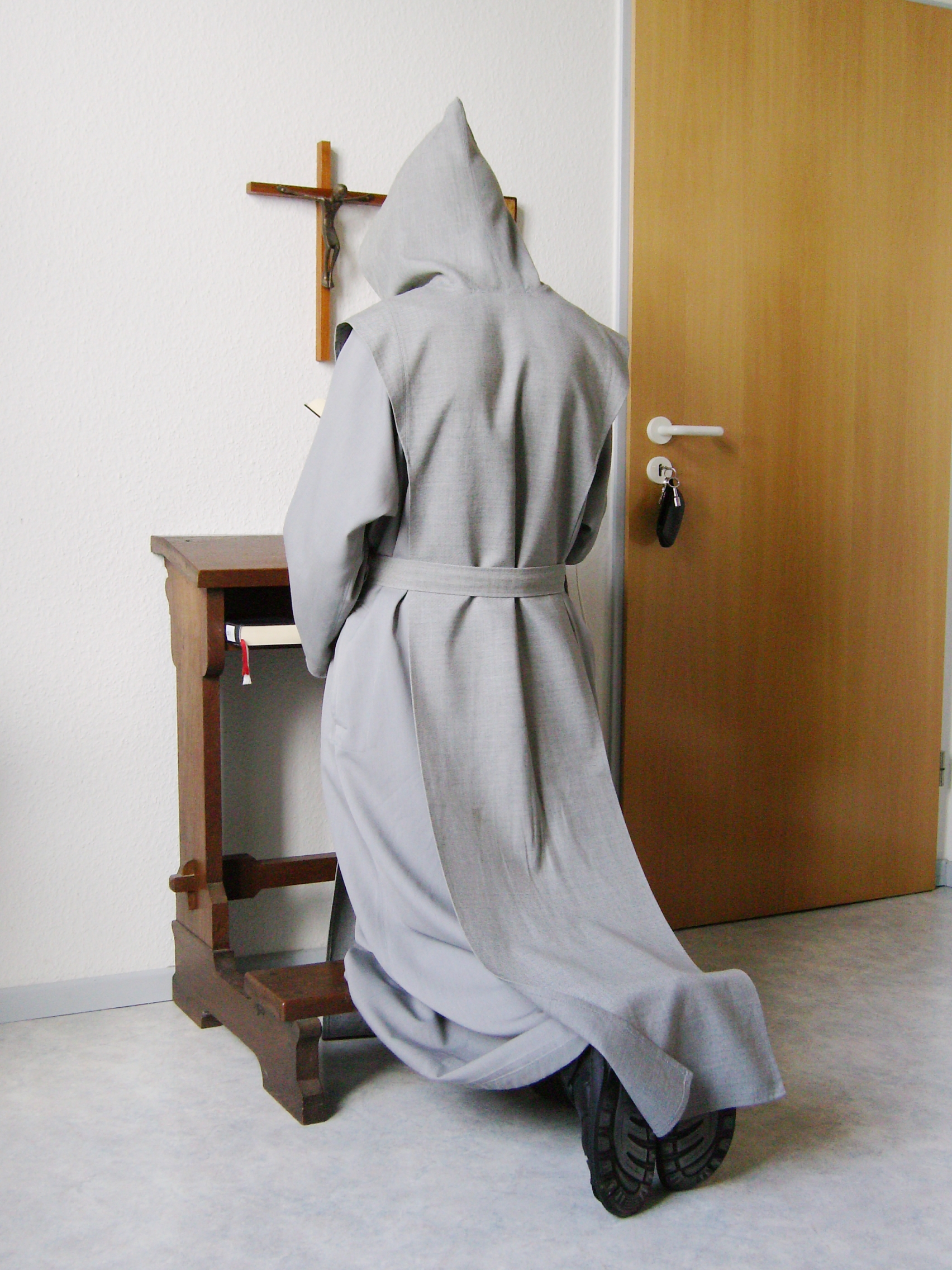
Novici trapenc, amb l'escapulari blanc
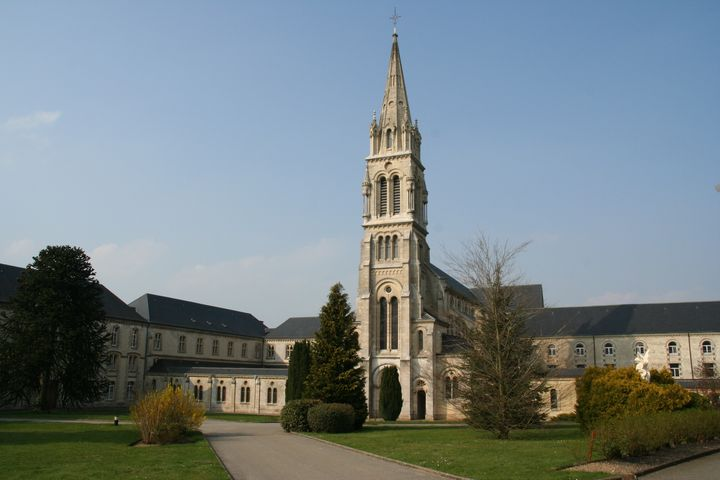
Abadia de la Grande Trappe de Soligny-la-Trappe, casa mare de l'orde

### Reforma cistercenca de La Trappe
En la línia observant, Armand Jean de Rancé comença a l'Abadia de La Trappe, a Soligny (Baixa Normandia), a restaurar l'espiritualitat i observança primitives, a partir de 1662, amb la idea de tornar a l'ideal monàstic original, a la simplicitat i austeritat de la vida cistercenca, basada en l'ascetisme, el treball manual, preferentment agrícola, i la pregària. S'endurien, per tant, aspectes disciplinaris com els dejunis, amb abstinència absoluta de carn, el silenci o el conreu de la humilitat, fins al punt de desestimar l'estudi i el treball intel·lectual per evitar que el monjo se'n pogués sentir orgullós.
La reforma de La Trappe fou aprovada per un breu papal del 2 d'agost de 1677 i un altre del 23 de maig de 1678. Tingué èxit i molts monjos demanaren de formar-ne part, però Rancé no volia fundar altres abadies; per això, altre abadies s'hi adheriren, modificant les constitucions i refent-les segons el model de La Trappe: Sept-Fons, abadia d'Orval, Tamié... És forà, tot i que eren independents entre si i sempre dependents jurídicament de l'abadia de Cîteaux, casa mare de l'Orde del Cister, un conjunt d'abadies amb una disciplina comuna, una mena de congregació monàstica informal.
El 1704, convidats per Cosme III de Mèdici, Jacques de la Cour, nou abat de La Trappe, envià a la Toscana monjos que s'establiren a San Bartolomeo de Buonsollazzo, abadia que després fundà la de Casamari (1717).
La Revolució francesa conduí al tancament de tots els monestirs i la supressió de l'orde a França. Abans, però, el mestre de novicis de La Trappe, Augustin de Lestrange, va organitzar la marxa de part dels monjos a Suïssa, al cantó de Friburg: l'autorització per instal·lar-s'hi data del març de 1791. Exiliats, els monjos i monges de diverses comunitats reformades arribaren clandestinament a Suïssa l'1 de juny del mateix any; s'agruparen i foren coneguts, perquè el nucli més nombrós procedia de La Trappe, com a trapencs. Els monjos s'instal·laren a l'antiga cartoixa de La Valsainte, que s'erigí en abadia el 1794, i les monges a Sembrancher. La guerra i les seves conseqüències els obligaren a marxar a diversos llocs de Suïssa, amenaçada d'invasió per França, i d'altres llocs de l'Europa Central i Rússia (1798), i des de Suïssa, s'enviaren monjos a fundar altres abadies. Així, se fundaren monestirs diversos com les abadies de Westmalle (Bèlgica), Lulworth (Anglaterra), Darfeld (Westfàlia), Santa Susana (Maella, Aragó)... També arribaren als Estats Units i el Canadà.
Tornaren a França en 1805 i fundaren l'abadia de Grosbois i la de Colle del Monginevro, però en 1811 tornaren a ésser prohibits a tot l'Imperi napoleònic. Només restaren obertes les abadies de Lulworth, Mallorca i Betfade (Estats Units). Només pogueren tornar a França després de l'abdicació de Napoleó I en 1815.

#### Arribada a Espanya
Des de Friburg, els monjos cercaren altres llocs on establir-se: dos en foren enviats en 1793 a Carles IV d'Espanya perquè els concedís de fundar un monestir en algun lloc dels seus territoris. Arribaren a Barcelona i, passant per Santes Creus i Santa Fe (Saragossa), anaren a Madrid, on sol·licitaren terres per establir-s'hi al rei. Aquest els donà la granja anomenada de Santa Inés, a Múrcia. Foren enviats deu monjos en 1794, però la terra concedida fou objecte de litigis i es quedaren al convent franciscà de Reus i després al monestir de Poblet. Finalment, els fou concedit un terreny prop de Maella i Favara, on el gener de 1796 s'instal·laren els deu monjos.

### Constitució de l'orde
En 1836, una congregació belga se separà de la francesa; en 1847, l'abadia de Sept-Fons formà una segona congregació francesa. La Santa Seu demanà a les diverses congregacions que s'unissin en una de sola en 1892, cosa que feren prenent el nom d'Orde dels Cistercencs Reformats de Notre-Dame de la Trappe i elegint un abat general. Això equivalia, de fet, a una separació jurídica de l'Orde del Cister: són, des de llavors, dos ordes cistercencs que comparteixen regla i idearis.
En 1899, l'orde reformada va adquirir l'abandonada Abadia de Cîteaux i hi formà una comunitat; a l'abadia de La Trappe s'instal·là la casa mare del nou orde, que prengué el nom d'Orde Cistercenc de l'Estricta Observança el 30 de juliol de 1902.

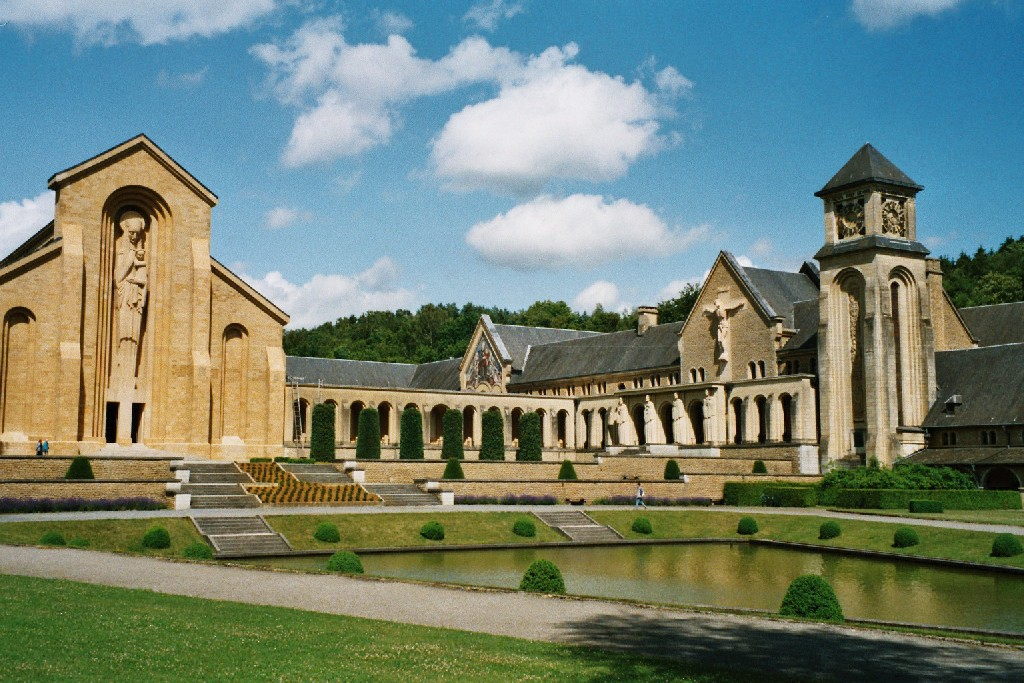
Nova abadia d'Orval
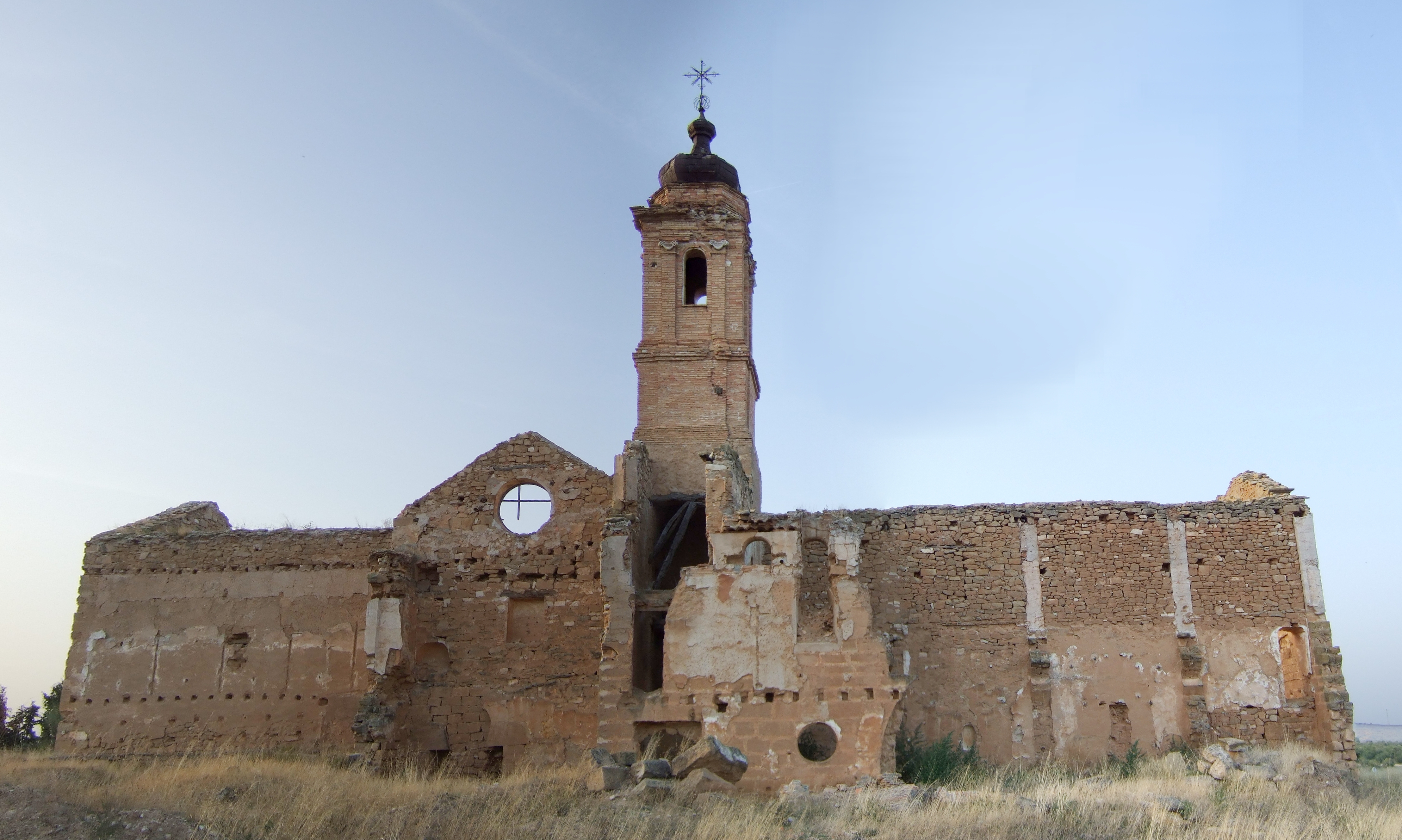
Priorat de Santa Susana de Maella, primer establiment espanyol
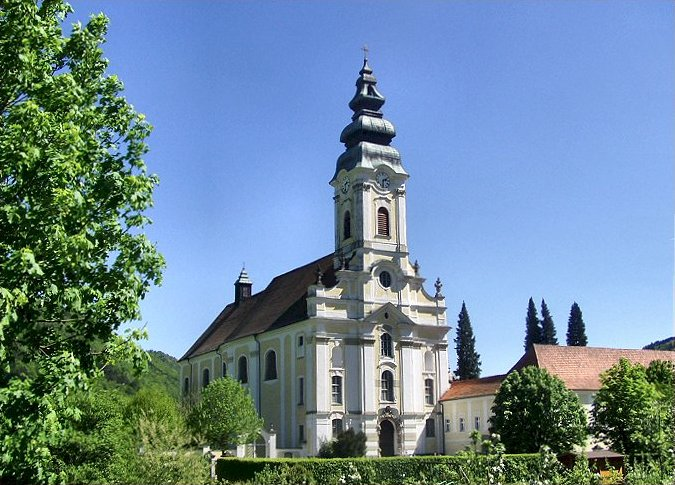
Monestir d'Engelszell
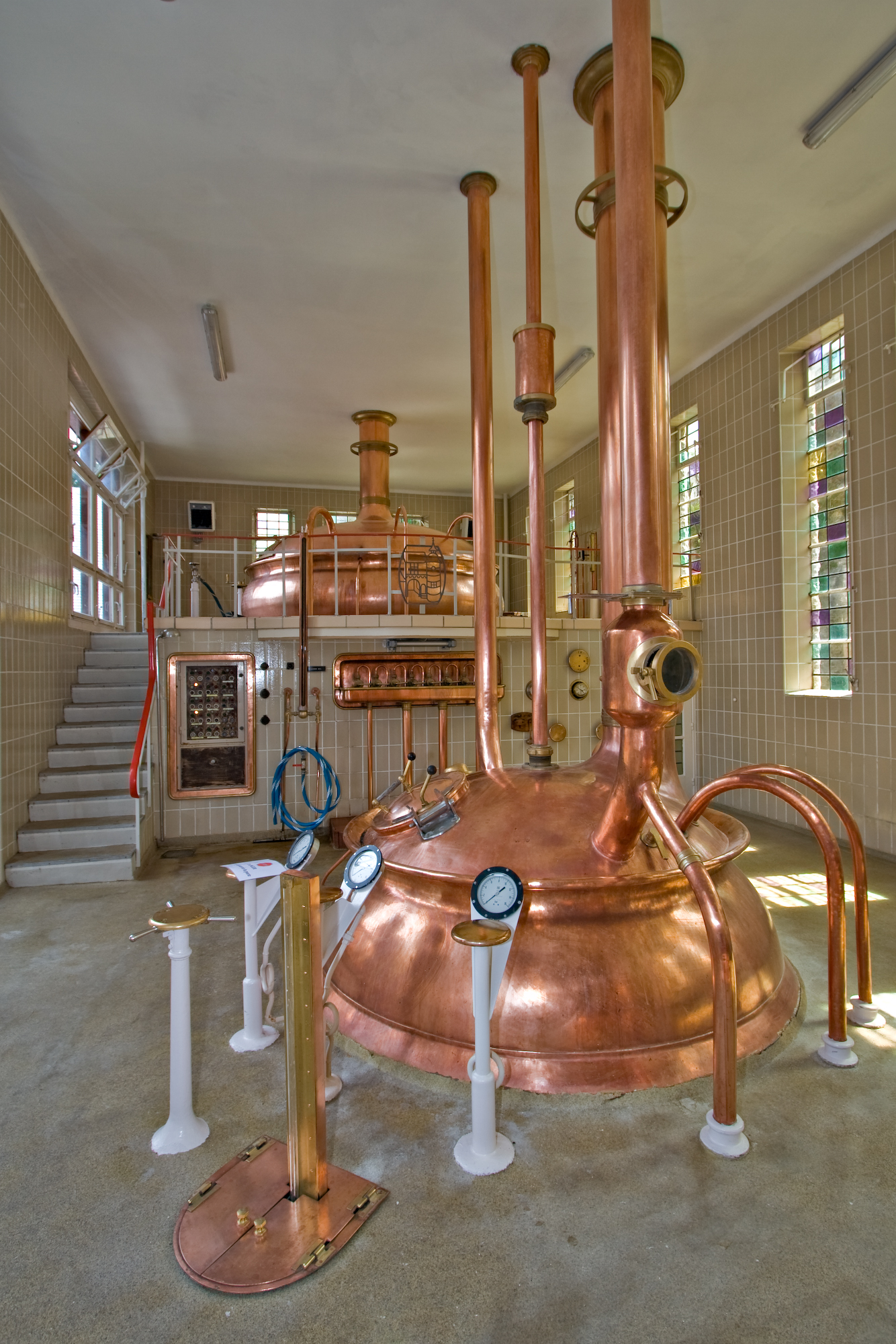
Cerveseria a l'abadia de Notre-Dame de Saint-Remy, Rochefort

## Activitat i difusió
Els trapencs fan vida purament contemplativa, combinada amb el treball manual, però sense activitat d'apostolat. Destaca el conreu de l'agricultura i indústries derivades, com la producció d'oli, vi i, sobretot, cervesa (les reconegudes cerveses trapenques). L'espiritualitat trapenca és la mateixa que la cistercenca, basada en la Bíblia, la Regla de Sant Benet i els escrits dels pares del monaquisme: Basili el Gran, Joan Cassià i els Pares del Desert, com també la dels grans autors cistercencs: Bernat de Claravall o Guillaume de Saint-Thierry. L'objectiu primer del trapenc és la cerca de Déu, el "Quaerere Deum" benedictí. Combina el cenobitisme benedictí (el rés de l'ofici diví, la lectura de la Bíblia, la pregària i el treball) amb un component més ascètic: es valora el treball manual feixuc, el silenci, el retir del món, la penitència (dejunis, etc.) i la humilitat i la renúncia a un mateix.
Al final de 2006, l'orde trapenc compta amb 2.184 monjos i 1.883 monges, en 98 i 66 monestirs (anomenats "trapes"), respectivament. N'hi ha monestirs a Europa (Àustria, Bèlgica, Bòsnia, Txèquia, Dinamarca, França, Alemanya, Irlanda, Itàlia, Països Baixos, Regne Unit, Espanya), a Amèrica (Argentina, Brasil, Canadà, Xile, República Dominicana, Equador, Mèxic, Estats Units, Veneçuela), Àfrica (Angola, Benín, Camerun, Congo, Madagascar, Marroc, Nigèria, Ruanda, Uganda), Àsia (Filipines, Japó, Hong Kong, Índia, Indonèsia, Israel, Taiwan) i Oceania (Austràlia, Nova Zelanda). L'abat general, elegit de per vida fins que fa setanta-cinc anys, viu a l'Abadia delle Tre Fontane de Roma.